# Sciophila grisea
Sciophila grisea är en tvåvingeart som först beskrevs av Walker 1848.  Sciophila grisea ingår i släktet Sciophila och familjen svampmyggor.
Artens utbredningsområde är New Hampshire. Inga underarter finns listade i Catalogue of Life.